# Ruda Brodzka
Ruda Brodzka (ukr. Руда Брідська) – wieś na Ukrainie w rejonie złoczowskim należącym do obwodu lwowskiego.
Do 2020 w rejonie brodzkim. 

## Położenie
Na podstawie Słownika geograficznego Królestwa Polskiego i innych krajów słowiańskich: Ruda Brodzka to wieś w powiecie brodzkim, 16 km na zachód od Brodów, 17 km od sądu powiatowego w Łopatynie, 8 km od urzędu pocztowego w Zabłotcach.